# August-Aufstand in Georgien

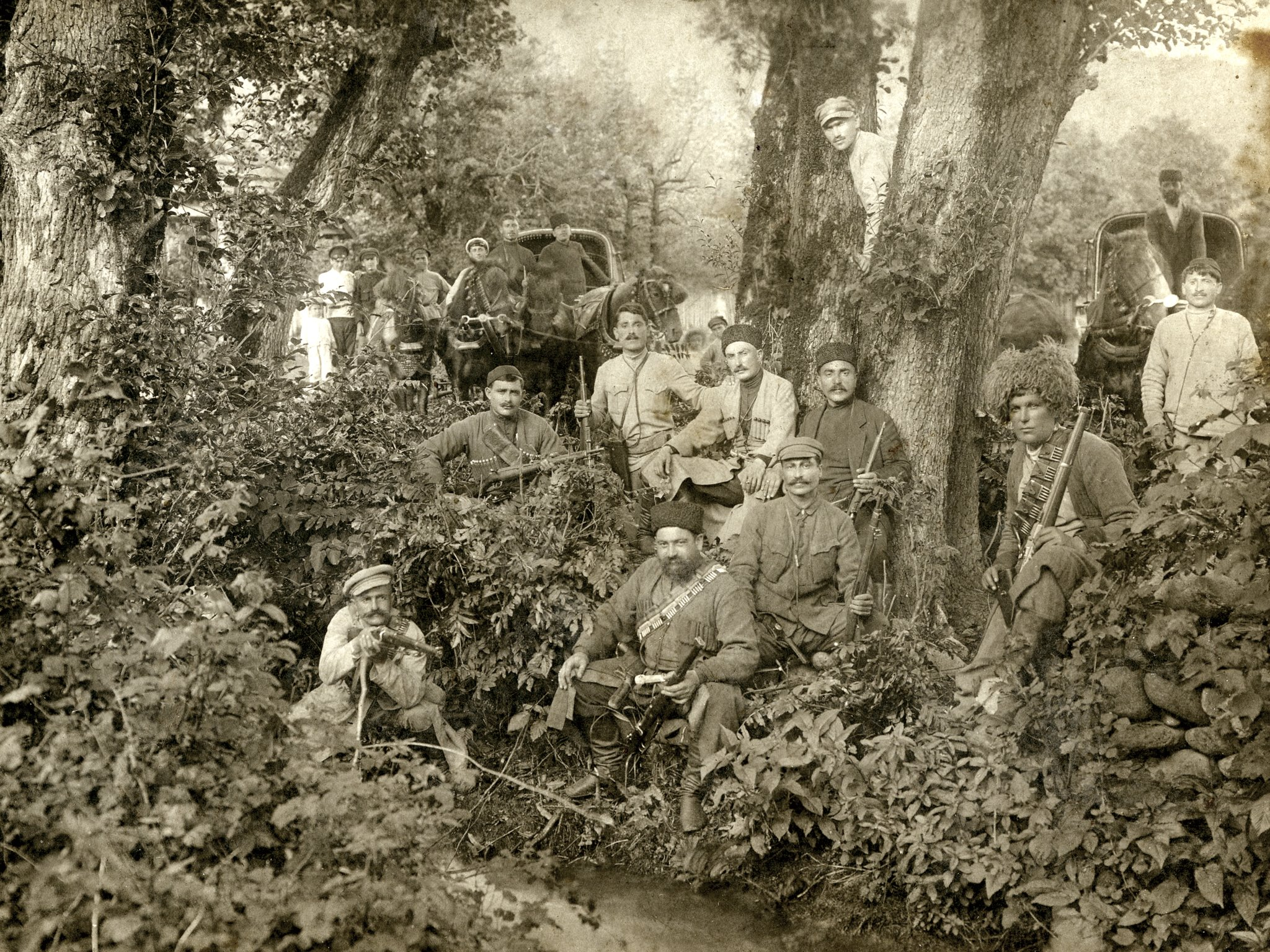
Georgische Rebellen unter dem Kommando von Kakuza Tscholoqaschwili

Der August-Aufstand in Georgien (georgisch აგვისტოს აჯანყება) im August 1924 war ein Volksaufstand gegen die sowjetische Besetzung Georgiens und die Errichtung der Georgischen Sozialistischen Sowjetrepublik (Georgische SSR). Die letzte größere Rebellion gegen die Herrschaft der Bolschewiki im Südkaukasus wurde unter Führung von Stalin und Ordschonikidse sowie Beria als Chef der Tscheka niedergeschlagen.

## Vorgeschichte

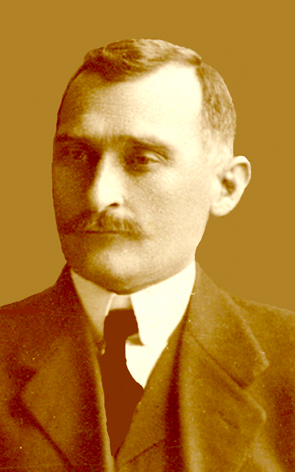
Damkon-Vorsitzender Konstantine Andronikaschwili

Den sowjetischen Besatzern war zwischen Frühjahr 1921 und Winter 1922 immer wieder ziviler und bewaffneter Widerstand in verschiedenen Regionen Georgiens entgegengeschlagen. Es gab vereinzelte Partisanenaktionen und Bauernrevolten.
Die ehemals in der georgischen Nationalversammlung vertretenen Menschewiki, National-Demokraten, Sozial-Föderalisten, Sozial-Revolutionäre und Unabhängigen Sozialdemokraten (Schiwi) schlossen sich im Mai 1922 zu einem überparteilichen Komitee für die Wiederherstellung der Unabhängigkeit Georgiens (georgisch Sakartvelos Damoukideblobis Komiteti - Damkom) zusammen, das im Untergrund einen Aufstand gegen die Bolschewiki organisierte. Es wurde darin von der georgischen Exilregierung unter Premierminister Noe Schordania in Paris unterstützt, die den früheren Kommandeur der Nationalgarde Waliko Jugeli und den ehemaligen Landwirtschaftsminister Noe Chomeriki nach Georgien entsandte. Die Exilregierung verhandelte mit der Türkei über eine Unterstützung des Aufstandes.
Der bolschewistischen Geheimpolizei Tscheka blieben die umfangreichen Anstrengungen nicht verborgen. Bauernrevolten wurden ab 1922 mit äußerster Brutalität verfolgt. In Gurien, Swanetien und Kachetien wurden Menschen getötet und Dörfer niedergebrannt. Im Februar 1923 verhaftete die Tscheka das 15-köpfige Militärische Zentrum des Damkom. Die meisten von ihnen verloren drei Monate später das Leben, darunter der Vorsitzende der National-Demokraten sowie die Generäle Kote Abchasi, A. Andronikaschwili und Wardan Zulukidse. Ex-Landwirtschaftsminister Chomeriki und der frühere Chef der Nationalgarde, Jugeli, fielen im Sommer 1924 ebenfalls in die Hände der Tscheka.
Jugeli versuchte die Mitverschwörer mit einer Nachricht vergeblich von der Aussichtslosigkeit der Planungen zu überzeugen. Sie kam zu spät und führte lediglich zu einer Verschiebung des Aufstandes um zwei Wochen. Er sollte am 29. August 1924 beginnen.

## Scheitern
Der bewaffnete Aufstand begann verfrüht am 28. August 1924, dem georgischen Mariä Himmelfahrtstag (georgisch Mariamoba) in Tschiatura, im westlichen Georgien. Am nächsten Tag begannen Aufstände in verschiedenen Regionen Georgiens. Die Rebellen bedienten sich einer Vielzahl versteckter Waffen. Der Befehlshaber der Roten Armee in Georgien wurde von einem einheimischen Piloten getötet, der das Flugzeug in einem Selbstmordangriff abschoss.
Der Aufstand erschien zunächst erfolgreich. Doch der Erfolg war nicht von langer Dauer. Mangelhafte Organisation und ineffektive Kooperation zwischen den Widerstandsgruppen führten zu einer raschen Niederschlagung. Bis Mitte September ging die Rote Armee aus allen Zusammenstößen als Sieger hervor.
Die Führung des Damkom wurde zwischen dem 29. August und 5. September verhaftet, musste ein Papier unterzeichnen, in dem sie die Idee des Aufstandes widerrief und wurde liquidiert. In den folgenden Wochen wurden etwa 7.000 ihrer Anhänger erschossen. Die Massenexekutionen fanden meist in Güterwaggons der Georgischen Eisenbahn statt, um die Leichen schneller abtransportieren zu können. Mehrere zehntausend Menschen, darunter ganze Familien, wurden nach Sibirien oder Zentralasien verbannt. Einzelne Widerstandskämpfer, wie Kakuza Tscholoqaschwili oder der kachetische Partisanenführer Micheil Laschkaraschwili, konnten sich ins Ausland retten.
Der August-Aufstand war in der Sowjetunion ein Tabuthema. In der offiziellen Geschichtsschreibung galt der georgische Widerstand von 1921 bis 1924 als „blutiges Abenteuer dunkler Kräfte, das von Menschewiki angeführt wurde“. In der georgischen Gesellschaft hatten die Massenexekutionen eine traumatische Wirkung, die über Jahrzehnte nicht verwunden werden konnte.

## Rehabilitation
Die Opfer der politischen Verfolgung von 1924 wurden in einem Dekret des Georgischen Staatsrats unter dem Vorsitz von Eduard Schewardnadse am 25. Mai 1992 rehabilitiert. Im Mai 2006 wurde in Tiflis ein Museum der sowjetischen Besatzung eröffnet, das Dokumente des August-Aufstands in Georgien ausstellt. Das georgische Innenministerium hat im gleichen Jahr damit begonnen, die Namen der Verfolgungsopfer von 1924 zu veröffentlichen.